# Fosgen
Fosgen (carbonyldiklorid) er en kemisk forbindelse med sumformlen COCl2. Det fremtræder som en farveløs gas. Under 1. verdenskrig blev fosgen brugt som kemisk våben, hvor det var skyld i ca. 85 % af de 100.000 dødsfald forårsaget af kemiske våben. I den kemiske industri anvendes fosgen som et vigtigt reagens og en byggeblok i syntesen af lægemidler og andre organiske forbindelser. Ved lav koncentration minder dets lugt om nyslået hø eller græs. Der dannes små mængder fosgen ved nedbrydning og forbrænding af organiske klorforbindelser, f.eks. fra kølesystemer. Navnet "fosgen" er dannet af de græske ord phos (der betyder "lys") og genesis ("skabelse"); navnet betyder ikke, at forbindelsen indeholder grundstoffet fosfor.